# Cecelia Hall
Cecelia Hall é uma sonoplasta estadunidense. Venceu o Oscar de melhor edição de som na edição de 1991 por The Hunt for Red October, ao lado de George Watters II.